# Teucholabis nigrocoxalis
Teucholabis nigrocoxalis är en tvåvingeart som beskrevs av Alexander 1936. Teucholabis nigrocoxalis ingår i släktet Teucholabis och familjen småharkrankar. Inga underarter finns listade i Catalogue of Life.